# Chwojka
Chwojka (biał. Хвойка; ros. Хвойка, Chwojka) – wieś na Białorusi, w obwodzie homelskim, w rejonie żytkowickim, w sielsowiecie Marocharawa.